# Кърстоар
Кърстоар (понякога книжовно Кръстофор или Христофор, на македонска литературна норма: Крстоар) е село в община Битоля на Северна Македония.

## География
Селото се намира на 680 m надморска височина в областта Пелагония, на 3,5 km южно от Битоля. Югозападно над селото е разположен Кърстоарският манастир „Свети Христофор“, а още по-високо над него е Буковският манастир „Свето Преображение Господне“. В началото на XXI век селото се превръща във вилна зона на битолчани.

## История
В сиджил от 1620-1621 година е отбелязано, че 5 ханета (домакинства) от Кръстоар дължат военния данък нузул за османския поход срещу Полша.
В XIX век Кърстоар е село в Битолска кааза на Османската империя. Българско училище се отваря през 1884 година с учител Христо Грънчаров – Щиплията, а първата църква в селото „Св. св. Петър и Павел“ е построена през 1890 година.
Според статистиката на Васил Кънчов („Македония. Етнография и статистика“) от 1900 година Кръстево или Кръстофоръ има 280 жители, всички българи християни.
Цялото население на селото е под върховенството на Българската екзархия. Атанас Шопов посещава Кърсоар и в 1893 година пише:
| „ | Преди години всичките кърстофорски християни са признали ведомството на родното си духовно началство. Естественото и справедливото е било и манастирят им да влезе под духовното ведомство на Екзархията. Но това право им се е оспорило и манастирът е завладян от Битолската гръцка митрополия. Така щото, християните, отказани от гръцката митрополия, са се лишили и от църквата си. Завожда се процес. Християните искат църквата си, а митрополията отговаря, че тя е била тяхна собственост додето са признавали нейното духовно ведомство. Въобще гръцките митрополии считат за свои всичките обществени учреждения, които са направени с тяхно благословение или освещение... Същото е станало и с Кърстофорския манастир, който при всичко че се намерва край селото Кърстофор и е правен от кърстофорските християни днес е в ръцете на битолските гъркомани, по единствената причина, че селото е признало духовното ведомство на Екзархията. | “ |

На Етнографската карта на Битолския вилает на Картографския институт в София от 1901 година Кръстофор е чисто българско село в Битолската каза на Битолския санджак с 35 къщи.
По данни на секретаря на екзархията Димитър Мишев („La Macédoine et sa Population Chrétienne“) в 1905 година в Кръстофор има 256 българи екзархисти и функционира българско училище.

Според Георги Попхристов: 
| „ | Селото е разположено южно от Битоля, на разстояние не повече от час. Състои се от 30 къщи, чисто български. | “ |

При избухването на Балканската война двама души от Кръстофор са доброволци в Македоно-одринското опълчение.
По време на българското управление на Вардарска Македония през Първата световна война Кръстофор е част от Буковска община в Битолска селска околия и има 281 жители.
В 1981 година селото има 469 жители. Голям брой кърстоарци се изселват в Битоля, Скопие, презокеанските земи и Европа. Според преброяването от 2002 година селото има 167 жители самоопределили се както следва:
| Националност     | Всичко |
| северномакедонци | 164    |
| албанци          | 0      |
| турци            | 0      |
| роми             | 0      |
| власи            | 0      |
| сърби            | 2      |
| бошняци          | 0      |
| други            | 1      |

## Личности
Родени в Кърстоар
- Георги Попхристов (1876 – 1962), български революционер, войвода на ВМОРО, ръководител на крилото на протогеровистите
- Ильо Йован, арестуван през септември 1903 година, обвинен в „помагане в размяна на преписките на българските бунтовници“, осъден на 3 години каторга, заточен в Диарбекир, амнистиран с общата амнистия от 12 април 1904 година[12]
- Петре Ильо Коджабашия, българин, православен, арестуван преди април 1904 година,[13] обвинен, че „търсейки пари от името на комитета участвал в убийството на Стоян Мите от село Кърстоар, който не дал пари“, осъден на 10 години каторга, амнистиран с общата амнистия от 12 април 1904 година[14]
- Ристе Йован, учител, българин, православен, арестуван преди април 1904 година, обвинен, че „търсейки пари от името на комитета участвал в убийството на Стоян Мите от село Кърстоар, който не дал пари“, осъден на 10 години каторга, амнистиран с общата амнистия от 12 април 1904 година[14]
- Спасе Стойче, българин, православен, арестуван преди април 1904 година, обвинен, че „търсейки пари от името на комитета участвал в убийството на Стоян Мите от село Кърстоар, който не дал пари“, осъден на 10 години каторга, амнистиран с общата амнистия от 12 април 1904 година[14]
- Стефо Яковче, арестуван през септември 1903 година, обвинен в „помагане в размяната на преписките на българските бунтовници“, осъден на 10 години каторга, заточен в Диарбекир, амнистиран с общата амнистия от 12 април 1904 година[15]
- Христо Стойчев (около 1840 – около 1896), български общественик, свещеник в селото от 1886 година